# 文教の杜ながい
文教の杜ながい（ぶんきょうのもりながい）は、山形県長井市にある長沼孝三彫塑館、丸大扇屋、小桜館を有する施設である。

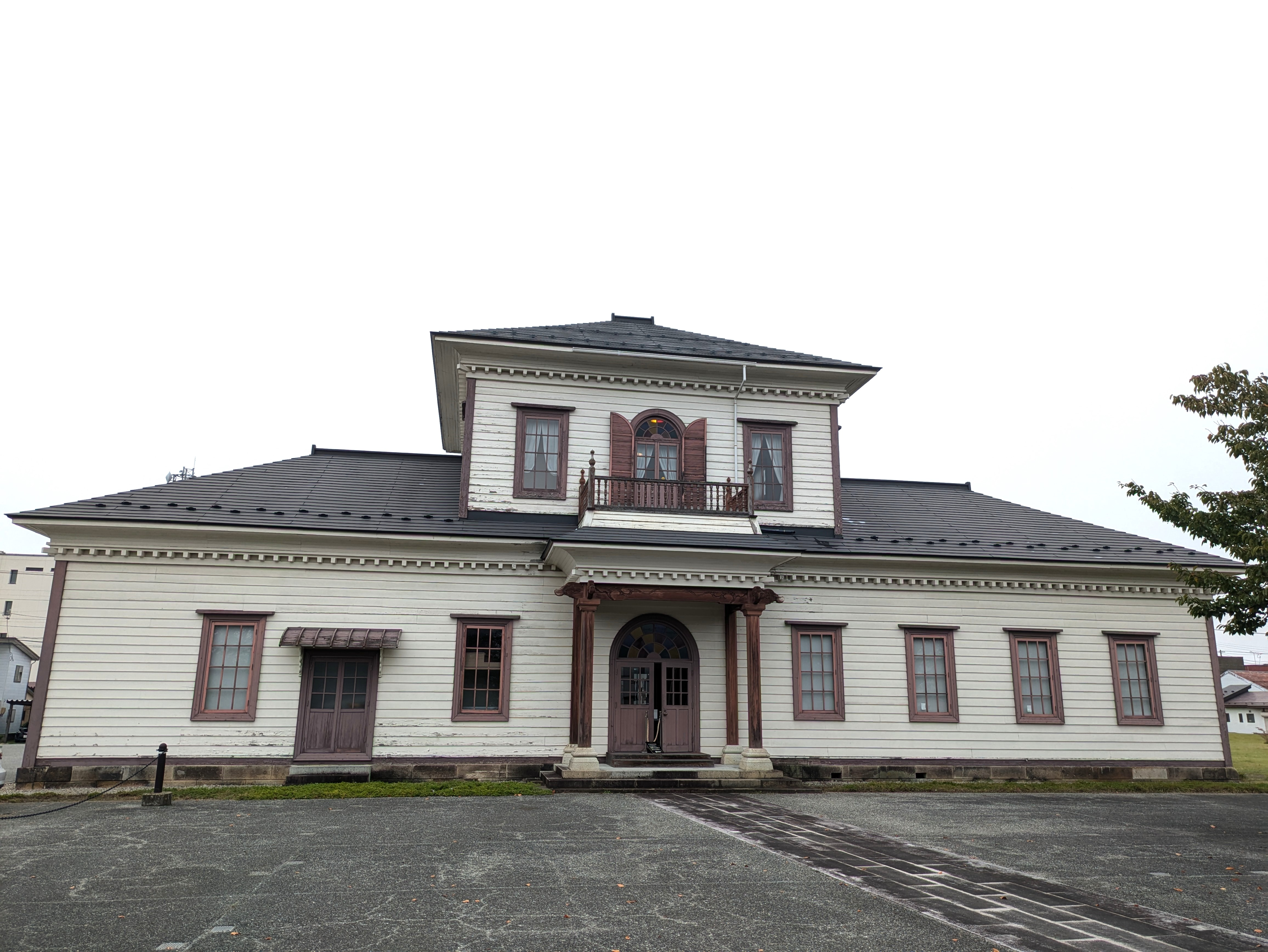
小桜館

## 概要
呉服商家であった丸大扇屋の敷地と、隣接する旧西置賜郡役所の跡地を整備し完成した。

## 施設概要
- 長沼孝三彫塑館
  - 長井市出身の彫刻家、長沼孝三（1908年 - 1993年）の作品（約800点）が収蔵[1]。丸大扇屋の敷地内に存在する[2]。
- 丸大扇屋（山形県指定有形文化財）
  - 江戸時代から続いた商家。長沼孝三の生家でもある。1991年、長井市の文化財に指定され、2003年には、山形県の指定文化財に指定される[3]。
- 小桜館（長井市指定有形文化財）
  - 1878年11月に建てられた旧西置賜郡役所を改装したもの。山形県令であった三島通庸によって建てられたもので、現存する郡役所としては山形県で1番古いもので、全国でも2番目である。2004年5月より名称が小桜館となった。1996年3月、長井市指定有形文化財の指定を受けている[4]。

## 入館料
- 長沼孝三彫塑館
  - 大人 300円、高校生 200円　小中学生 100円
  - 団体（20名以上）：大人 240円 、高校生 160円、小中学生 80円

丸大扇屋と小桜館の入館料は無料。

## 開館時間
- 長沼孝三彫塑館・丸大扇屋
  - 10時00分〜16時30分[6][2]
- 小桜館
  - 9時00分〜17時00分[7]

## 休館日
- 長沼孝三彫塑館・丸大扇屋
  - 月曜日（月曜日が祝日の場合は翌日）
  - 月末日
  - 12月29日 - 3月31日
- 小桜館
  - 月曜日

## 所在地
長沼孝三彫塑館及び丸大扇屋と小桜館は隣接しているが、住所が異なる。
- 文教の杜ながい
  - 〒993-0086 山形県長井市十日町1-11-7
- 小桜館 
  - 〒993-0085 山形県長井市高野町2-7-28

## アクセス
- 公共交通機関
  - 山形鉄道フラワー長井線・長井駅より徒歩13分[8]
  - 山形鉄道フラワー長井線・あやめ公園駅より徒歩6分[8]

無料駐車場あり（50台）